# Calyptranthes lilloi
Calyptranthes lilloi är en myrtenväxtart som beskrevs av Carlos Luis Spegazzini. Calyptranthes lilloi ingår i släktet Calyptranthes och familjen myrtenväxter. Inga underarter finns listade i Catalogue of Life.